# Challenger de Grodzisk Mazowiecki 2024
El torneo Kozerki Open 2024 fue un torneo de tenis perteneció al ATP Challenger Tour 2024 en la categoría Challenger 100. Se trató de la 3.ª edición, el torneo tuvo lugar en la ciudad de Grodzisk Mazowiecki (Polonia), desde el 12 hasta el 18 de agosto de 2024 sobre pista dura al aire libre.

## Jugadores participantes del cuadro de individuales
| Preclasificado | País                       | Jugador            | Rank1 | Posición en el torneo |
| 1              | Bandera de República Checa | Vít Kopřiva        | 133   | FINAL                 |
| 2              | Bandera de Dinamarca       | August Holmgren    | 167   | Primera ronda         |
| 3              | Bandera de Polonia         | Maks Kaśnikowski   | 186   | Primera ronda         |
| 4              | Bandera de Suiza           | Dominic Stricker   | 188   | Cuartos de final      |
| 5              | Bandera de Kazajistán      | Timofey Skatov     | 191   | Primera ronda         |
| 6              | Bandera de Suiza           | Marc-Andrea Hüsler | 200   | CAMPEÓN               |
| 7              | Bandera de Bélgica         | Joris De Loore     | 212   | Baja                  |
| 8              | Bandera de Francia         | Antoine Escoffier  | 234   | Semifinales           |

- 1 Se ha tomado en cuenta el ranking del 5 de agosto de 2024.

### Otros participantes
Los siguientes jugadores recibieron una invitación (wild card), por lo tanto ingresan directamente al cuadro principal (WC):
- Marcel Kamrowski
- Martyn Pawelski
- Kacper Żuk

Los siguientes jugadores ingresan al cuadro principal tras disputar el cuadro clasificatorio (Q):
- Aleksandre Bakshi
- Daniil Glinka
- Norbert Gombos
- Laurent Lokoli
- Filip Peliwo
- Oscar Weightman

## Campeones

### Individual Masculino
- Marc-Andrea Hüsler derrotó en la final a  Vít Kopřiva por 6–1, 6–4

### Dobles Masculino
- Charles Broom /  David Stevenson derrotaron en la final a  Daniel Cukierman /  Johannes Ingildsen por 6–3, 7–6(3)